# Rhododendron nigroglandulosum
Rhododendron nigroglandulosum är en ljungväxtart som beskrevs av Nitz. Rhododendron nigroglandulosum ingår i släktet rododendron, och familjen ljungväxter. Inga underarter finns listade i Catalogue of Life.